# 1125年
| 千纪： | 2千纪 |
| 世纪： | 11世纪 \| 12世纪 \| 13世纪 |
| 年代： | 1090年代 \| 1100年代 \| 1110年代 \| 1120年代 \| 1130年代 \| 1140年代 \| 1150年代                                               |
| 年份： | 1120年 \| 1121年 \| 1122年 \| 1123年 \| 1124年 \| 1125年 \| 1126年 \| 1127年 \| 1128年 \| 1129年 \| 1130年                     |
| 纪年： | 乙巳年（蛇年）；辽保大五年；北宋宣和七年；西夏元德七年；金天會三年；西辽延慶二年；大理嘉永四年；越南天符睿武六年；日本天治二年 |

## 大事记
- 中国
  - 金軍俘擄了逃亡中的天祚帝，遼國滅亡。
  - 金太宗軍借張覺事變，諳班勃極烈完颜斜也為都元帥，統領金軍分東、西兩路南下攻宋。東路由完顏宗望、完顏昌、完顏宗弼領軍攻燕京，攻佔河北，河南等地。西路由完顏宗翰、完顏希尹、完顏娄室領軍直撲太原。
  - 十月二十七日，太學生陳東上書請誅蔡京、王黼、童貫、朱勔、李彥、梁師成等「六賊」。
- 基輔羅斯
  - 弗拉基米爾·莫諾馬赫大公逝世，基輔大公的公位由其長子姆斯季斯拉夫·弗拉基米羅維奇繼承，基輔羅斯在內憂外患侵擾下，逐漸衰弱。
  - 尤里·多爾戈魯基決定將他統治的大公國的首都從羅斯托夫遷往蘇茲達爾。

## 出生
- 11月13日——陆游，南宋诗人（逝世1210年，85岁）

## 逝世
- 5月23日──亨利五世（1081年－1125年，44岁），德意志國王和神聖羅馬帝國皇帝。
- 5月19日──弗拉基米爾·莫諾馬赫，基輔羅斯大公。
- 李仁愛，西夏崇宗李乾順和遼國成安公主耶律南仙的兒子。
- 耶律南仙，西夏崇宗李乾順的第一任皇后。